# Stjepan Gradić
Stjepan Gradić ili Stefano Gradi (Dubrovnik, 6. ožujka 1613. – Rim, 2. svibnja 1683.), hrvatski polihistor, filozof, pjesnik, znanstvenik, prevoditelj, isusovac  i diplomat. U izvorima na talijanskom jeziku spominje se pod imenom Stefano Gradi.

## Život
Rodio se 6. ožujka 1613. u obitelji senatora Miha Junijeva Gradića i Marije rođ. Beneša koji su imali još tri sina Junija, blizance Petra i Pavla i kćer Franku. Rodivši blizance, Stjepanova majka umire (1615.) zajedno sa sinom Petrom. O djeci se brinuo otac Mihov sa svojom sestrom Uršulom (Orom)  Palmotić čiji je muž umro pa se ona s dvoje djece, Džorom i Junijem, doselila svome bratu. Miho Gradić bio je učen čovjek, bavio se pjesništvom i govorništvom. Između ostaloga, napisao je tragediju ilirskim jezikom koja se izvodila i koja bi se, kako ju je kasnije ocijenio Junije Palmotić u epikediju,  mogla mjeriti s grčkim i latinskim dramama. Bio je to prijevod latinske tragedije Crispus Caesar talijanskog isusovca Bemardina Stefonija. U njihovoj su se kući okupljali učeni ljudi onoga vremena – Ivan Gundulić, Marin Getaldić, Petar Beneša. Osnovno obrazovanje Stjepan Gradić stekao je kod isusovaca u Dubrovniku.  Na poziv ujaka Petra Beneše 1629. odlazi u Rim, gdje će nastaviti školovanje i gdje će poslije obnašati različite dužnosti u službi Dubrovačke Republike kao diplomatski predstavnik pri Svetoj Stolici i dugogodišnji posrednik između Družbe Isusove i Dubrovačke Republike u pregovorima o osnivanju isusovačkoga kolegija u Dubrovniku (Collegium Ragusinum). U Rimu upisuje studij filozofije na isusovačkom sveučilištu Collegium Romanum koji završava 1634. Iste godine umire Stjepanov otac od sušice, od koje će nešto kasnije umrijeti i njegov brat Pavao. Od 1634. do 1636. u Fermu, a od 1636. do 1638. u Bologni studira građansko i crkveno pravo, postigavši doktorat obaju prava. U Bologni je izvanredno slušao matematička predavanja kod Galileijeva prijatelja i suradnika Bonaventure Cavalierija, a u Rimu kod Christopha Grienbergera. Baveći se matematikom, stekao je međunarodni ugled matematičara. Već je kao student filozofije, od 1630., radio u Državnom tajništvu Svete Stolice kao tajnik ujaka Beneše pišući diplomatska pisma u razne krajeve Europe. Od 1643. do 1653. u Dubrovniku vrši službu kanonika, arhiprezbitera i vikara dubrovačkog kaptola. Godine 1653. za stalno se vraća u Rim. Godine 1658. postaje savjetnik Kongregacije indeksa za cenzuru knjiga. Sveti Otac imenuje ga 11. srpnja 1661. drugim kustosom Vatikanske biblioteke. Od 1682. glavni je upravitelj Vatikanske knjižnice. U četiri navrata bio je predsjednik Hrvatske bratovštine svetog Jeronima u Rimu. Bio je član akademije koju je u Rimu osnovala švedska kraljica Kristina. Prilikom njezina prvoga svečanog dolaska u Rim 20. prosinca 1655. drži pozdravni govor. Kao vrstan latinski pjesnik i znalac u fizičko-matematičkim pitanjima bio je ugledan član književno-znanstvenog društva koje se okupljalo u Kristininu rimskom dvorcu. Kao iskusan diplomat 1662. jedan je od dvojice predstavnika pape Aleksandra VII., koji su u San Quirico d'Orcia vodili službene pregovore s francuskim poklisarom o mirnom rješenju sukoba Papinske Države s Francuskom, a nakon dvije godine putovao je u Pariz kao tajnik papinskog izaslanstva na svečano potpisivanje Pisanskog mira. U papinskom Državnom tajništvu bio je poznat kao stručnjak za slavenske narode te pitanje Turaka, zauzimajući se za njihovo istjerivanje iz Europe pomoću saveza europskih država. Član je rimske Accademia Reale, a 1648. postaje članom padovanske pjesničke akademije Dei Ricoverati. Uspješno je surađivao sa znanstvenom akademijom Del Cimento u Firenci. Također je surađivao s brojnim književnicima i učenjacima u Rimu, Francuskoj, Njemačkoj, Belgiji i Nizozemskoj (V. Viviani, M. Ricci, B. Castelli, B. Cavalieri, G. A. Borelli, L. Magalotti, I. Boulliau, A. Auzout, H. i A. Valois, P. Corneille, E. Bigor, G. Ménage, J. B. Bossuet, N. Steensen, C. Huygens, D. Papenbroeck). Umro je 2. svibnja 1683. u Rimu i prema posljednjoj želji pokopan u crkvi sv. Jeronima.      

## Pisana ostavština
Bio je svestrana osoba (polihistorik): surađivao je s Ivanom Lučićem, (jedno od djela njihova rada je povijesno djelo O kraljevstvu Dalmacije i Hrvatske), prevodio klasične autore, zanimao se za filozofiju, matematiku, fiziku, astronomiju, povijest, eksperimentirao i bavio se praktičnom primjenom teorijskih spoznaja u optici, brodarstvu, nautici i hidromehanici, održavajući veze s mnogim europskim znanstvenicima. U njegovoj se pisanoj ostavštini nalaze rasprave (iz fizike, matematike, astronomije, filozofije…), poslanice, propovijedi, govori, pjesme, poeme, vrlo bogata korespondencija (samo u Dubrovniku do pol. 18. stoljeća čuvalo se više od 2000 njegovih pisama). Poznavao je sedam jezika: latinski, grčki, turski, talijanski, španjolski, francuski i ruski. Ostavio je iza sebe 90-ak tiskanih i rukopisnih djela, od kojih su neka izgubljena. Najveći dio njegova znanstvenoga opusa sačuvan je u rukopisima.
Neka od njegovih djela su:
- Peripateticae philosophiae pronunciata disputationibus proposita - mladenačko Gradićevo djelo, napisano najvjerojatnije 1634., predstavlja ili završni školski rad na studiju filozofije ili ispunjenje obveze koju je pisac preuzeo primajući petogodišnju novčanu potporu Dubrovačke Republike. Ono je sinteza peripatetičkog sustava iz perspektive mladog filozofa 17. stoljeća. Raspodjela gradiva u skladu je sa skolastičkom tradicijom – podijeljeno je u tri dijela: logiku, fiziku i metafiziku. Sačuvan je samo jedan primjerak koji se čuva u samostanu Male braće u Dubrovniku.[3]

- 1660. De causa naturali motus accelerati & aequalibus ejus in descensu corporum gravium ad aequalia momenta temporum incrementis - O prirodnom uzroku ubrzanog gibanja i o njegovim jednakim prirastima u jednakim vremenskim razmacima pri padu teških tijela

- 1. lipnja 1661. piše poslanicu Ferdinandu Furstenbergu De presenti statu ottomanici imperii u kojoj tvrdi da bi udruženi kršćanski vladari lako porazili Turke; čuva se u rukopisu

- 1667. Oratio de eligendo summo pontifice sede vacante post obitum Alexandri VII…, Rim - govor koji je Gradić održao 2. lipnja u Bazilici sv. Petra na početku konklava poslije smrti pape Aleksandra VII. Za govor je dobio nagradu od 100 dukata koju je prepustio razorenom gradu

- 1670. izdaje Palmotićevu Kristijadu sa svojim detaljnim predgovorom (životopis Junija Palmotića) De vita, ingenio et studiis Junii Palmottae. Iste godine izdaje apologiju vjerodostojnosti Petronijeva trogirskog fragmenta u Integrum Petronii Arbitri fragmentom

- 1675. Venecija, izdaje poemu o dubrovačkom potresu 1667. Stephani Gradii patricii Ragusini de laudibus serenissimae reipublicae Venetae et cladibus patriae suae carmen - Pjesma Stjepana Gradića, dubrovačkog vlastelina, o pohvalama prejasne Mletačke Republike i o nevoljama rodnoga grada – u 315 latinskih heksametara opisuje potres, pljačku i požar. Velik dio poeme posvećen je pohvali Prejasnoj republici Veneciji, od koje pjesmom nastoji izmoliti pomoć za obnovu teško unesrećena Dubrovnika. Pjesma je prevedena na talijanski i objavljena u 19. stoljeću. Prva inačica pjesme imala je 121 heksametar, ali ju je Gradić proširio nastojeći pridobiti mletačko suosjećanje i pomoć Dubrovčanima: "Zaklinjemo vas pepelom predaka i kostima roditelja nadom u buduće potomstvo i slavom unučadi, Bogom i svim višnjima i svime što igdje smrtnička srca smatraju svetim – koliko možete i koliko je velika vaša moć – nemojte dopustiti da i dalje ostanu gomile ružnih ruševina, nakazne brazgotine i znakovi žalosti koje smo podnijeli i kojima pogođeni i srušeni ležimo na tlu, i osušite dugotrajne suze nas nesretnika."[4] Mlečani se nisu odazvali pozivu u pomoć.

- 1676. objavljuje nadgrobni govor In funere Caesaris Rasponi

- 1678. objavljuje filozofsko-teološki rad Disputatio de opinione probabili cum P. Honorato Fabri

- 1680. Dissertationes physico-mathematicae quatuor

- De directione navis ope gubemaculi – znanstvena rasprava o problemu upravljanju broda kormilom sa skicom broda

- De loco Galilaei, quo punctum lineae aequale pronuntiat (O Galilejevu stavku kojim izriče da je točka jednaka crti) – matematička rasprava

- Ouaedam meditationes geometricae –  rasprave o prirodnom uzroku ubrzanog gibanja.

- De stellae polaris diversa ad oculum ac in se ipsa est a puncto verticalli et horizonte distantia – rasprava o problemu stvarnog i prividnog položaja polarne zvijezde.

- De insulae Iupanae amoenitate (O ljupkosti otoka Šipana) poema nadahnuta ladanjskim ugođajem otoka Šipana

- De basilica Lateranensi; Discorso sopra la Congregatione Melitense di monaci di s. Benedetto; Discorso sopra l’augmento dell’entrate publiche di Ragusa; Discorso sopra il titolo di czar da darsi al Gran Duca di Moscovia; Discorso sopra le lagune di Venetia; L’oratione sopra l’aggregatione alla nobiltà di Ragusa nel Consiglio Grande di quella Republica i dr.

- Piše biografije uglednih Dubrovčana Junija Palmotića i Petra Beneše, te crkvenih velikodostojnika Leonisa Allaccija i Caesarisa Rasponija.

- Prvi njegov književni rad bila je drama u stihovima na latinskom jeziku, s novozavjetnom temom o posjetu Bogorodice Marije Elizabeti koju je koju je napisao kao student prve godine filozofije u Rimu, 1631.

- Pjesme su mu objavljene i u pjesničkom zborniku Kristinina kruga. Ipak velik dio Gradićeva latinskog pjesništva neobjavljen je, a čuva se u rukopisima te u prijepisima koji se čuvaju u Arhivu Male braće u Dubrovniku. Teme Gradićeve poezije variraju od ozbiljnih (religiozne, o smrt dragih osoba, tužbalice u kojima izražava nostalgiju za rodnim gradom ili rođakom i pjesnikom Junijem Palmotićem) do šaljivih i duhovitih (stihovan recept za britansku mesnu pitu koji pjesnik šalje prijatelju).

## Obnovitelj Dubrovnika nakon potresa
Pomagao je u obnovi Dubrovnika nakon potresa koji se dogodio na veliku srijedu 6. travnja 1667. i, zahvaljujući širokom krugu prijatelja, suradnika i poznanika koje je tijekom godina stekao po čitavoj Europi, organizirao je pomoć razorenom gradu u novcu, hrani, građevinskom materijalu. Također organizira sudjelovanje tadašnjih najboljih građevinskih inženjera, vojnih stručnjaka, graditelja, arhitekta u obnovi grada – kuća, zidina, kulturnih objekata. Njegovim nastojanjem na obnovi Dubrovnika rade Paolo Andreoti koji prema nacrtima arhitekta Andrea Buffalinija vodi građenje Katedrale, Pier Antonio Bazzi,  Tommaso Napoli. Napisao je tri spisa u kojima izlaže upute za obnovu grada: o primanju novih obitelji u dubrovačku vlastelu, o utvrđivanju grada, o ublažavanju posljedica potresa i požara. Osobito se zalaže oko ponovne izgradnje crkve Velike Gospe (Katedrale) koju naziva „temelj našeg budućega spasa“. U svojim brojnim pismima i spisima daje upute o obnovi: od materijala koji će se koristiti pri izgradnji, savjeta o štednji, arhitekta koji će nadzirati gradnju do nacrta i osiguravanja materijalnih sredstava za izgradnju. Danas se na pročelju dubrovačke Katedrale nalazi spomen-natpis o neumornim Gradićevim nastojanjima na gradnji katedrale koja je započela 1674., a bila dovršena 1713. "Ovaj hram Uznesenja Gospina posvećen je neumornom brigom opata Stjepana Gradića." Za svoje zasluge prozvan je ocem domovine, pater patriae.

## Vanjske poveznice
- LZMK / Hrvatski biografski leksikon: Gradić, Stjepan
- Ivica Martinović: Stjepan Gradić. Život i djelo  Arhivirana inačica izvorne stranice od 18. svibnja 2015. (Wayback Machine), katalog izložbe u povodu 300. obljetnice smrti, Dubrovnik 1983.